# وضعية الساعة

وضعيات الساعة الاثناعشر

وضعية الساعة أو موضع الساعة (بالإنجليزية: Clock position)‏ هي الاتجاه النِسبي للكائن الموصوف باستخدام تماثل الوقت بصيغة ال12 ساعة، وذلك لوصف الزاويا والاتجاهات. يتخيل الشخص وجه الساعة مُستلقيًا عموديًا أو مستويًا أمام نفسه، ويحدد علامات الساعة الاثناعشر مع الاتجاهات التي تشير إليها.
باستخدام هذا التماثل، فإنَّ الساعة 12.00 تعني أمام أو أعلى، الساعة 3.00 تعني اليمين، الساعة 6.00 تعني خلف أو أسفل، والساعة 9.00 تعني اليسار، وتشير الساعات الثمانية الأُخرى إلى اتجاهاتٍ لا تتماثل مباشرةً مع الاتجاهات الأساسية الأربعة.
في الطيران، تشير وضعية الساعة إلى الاتجاه الأفقي، وقد تُكمل بكلمة عالي أو منخفض؛ لوصف الاتجاه الرأسي الذي يشير إلى قدميك. الساعة 6.00 العالية تعني أعلى وخلف الأُفق، أما الساعة 12.00 منخفضة فتعني أمام وأسفل الأفق.